# Elisabeth Schück
Elisabeth Schück (* 1848 in Rawitsch; † 20. Jahrhundert) war eine deutsche Schriftstellerin und Übersetzerin.

## Leben
Ihr Vater war Pastor an der Strafanstalt in Rawitsch. Er wurde als Prediger nach Büche versetzt, und hier verlebte Elisabeth Schück ihre Jugend. Dann starb der Vater, und die Tochter ging als Erzieherin nach England, wo sie mehrere Jahre blieb, bis sie durch ein Nervenleiden gezwungen wurde, nach Deutschland zurückzukehren. Sie zog zu ihrer Mutter in das Predigerwitwenhaus zu Marienfließ (Pommern) und blieb dort bis zum Tode der Mutter (1893). Sie zog in das Ostseebad Koserow, wo sie eine kleine Verlagshandlung gründete. 1920 zog sie nach Pasewalk. Über ihre letzten Jahre und über ihren Todeszeitpunkt ist nichts bekannt.

## Werke (Auswahl)
- Ernst und launige Stammbuchverse und Acrosticha über die gebräuchlichsten Frauennamen. Mode, Berlin 1893.
- Die Kunst der Schönheitspflege. Praktische Winke und Rathschläge, um Schönheit und Gesundheit zu erlangen und zu bewahren. Nebst vielen erprobten Vorschriften und Rezepten. Hrsg. von E. Schück. Mode, Berlin 1893.
- Sein guter Engel. Erzählung. Schlechter, Coserow 1896.
- Das Buch der schönsten Räthsel. Eine Sammlung von 320 Räthseln, Charaden, Räthselfragen und Aufgaben von Schleiermacher, Körner, Hebel, nebst Originalbeiträgen von Elisabeth Schück. Mode, Berlin 1896.
- Zwei Tage in Cadenabbia. Erzählung. Schlechter, Coserow 1896.
- Lebensgeschichte von Michel Friedrich Drögmund. Nach mündlichen Berichten bearbeitet. Schlechter, Coserow 1897.
- Der letzte Troubadour. Erzählung. Schlechter, Coserow 1897.

## Übersetzungen (Auswahl)
- Charles Kingsley: Westward ho!. 1855. 2 Bände. Deutsch von Elisabeth Schück. Perthes, Gotha 1886.
- Der blöde Matthias. Frei nach dem Englischen erzählt. Basel 1887.